# Les Farges
Les Farges là một xã của Pháp, nằm ở tỉnh Dordogne trong vùng Aquitaine của Pháp. Xã này có diện tích 8,14 km2, dân số 320 người. Xã nằm ở khu vực có độ cao trung bình 250 m trên mực nước biển.

## Hành chính
| Danh sách các xã trưởng                |             |                 |      |                   |
| Giai đoạn                              | Giai đoạn   | Tên             | Đảng | Tư cách           |
| tháng 3 năm 2001                       | đương nhiệm | Annie Drouilhet | PS   | phụ trách du lịch |
| Tất cả các dữ liệu trước đây không rõ. |             |                 |      |                   |

## Thông tin nhân khẩu
| Năm    | 1962 | 1968 | 1975 | 1982 | 1990 | 1999 | 2007 |
| ------ | ---- | ---- | ---- | ---- | ---- | ---- | ---- |
| Dân số | 151  | 151  | 159  | 180  | 228  | 262  | 320  |